# 黑沟台会战
黑沟台会战（日语：黒溝台会戦)，俄语： ) 是日俄战争的主要陆战。戰役地點位於奉天西南58公里的村庄。

## 背景
沙河之战后，俄日军队在奉天以南对峙。俄军盘踞在奉天城。日本战地指挥官认为不可能发生重大战斗。
俄罗斯指挥官亞歷克塞·庫羅帕特金将军担心1905年1月2日亚瑟港陷落后，日本第三军會在乃木希典的指挥下抵达前线。
尼古拉·连纳维奇将军从符拉迪沃斯托克来到奉天加入了库罗帕特金的参谋部，指挥满洲第1军。

## 戰爭
库洛帕特金的第一步是派遣帕韦尔·米先科将军率领6000名骑兵和6个轻炮连向南進攻日軍，目的是摧毁南满铁路的新昌站。众所周知，该站拥有大量的食物和补给品。米先科还奉命摧毁沿途的铁路桥梁和部分火车轨道。1月8日，軍隊出发，由于天气恶劣以及沿途缺乏草料和补给，进展十分缓慢。当他于1月12日到达车站时，車站已被日本人加固。他被迫撤退，于1月18日返回奉天。日本人迅速修复了库洛帕特金的龍騎兵对铁轨造成的损坏。
1905年1月25日，第1西伯利亚步兵军对黑沟台村發起进攻，俄军在损失惨重下占领了黑沟台村的一部分。日軍随后于1905年1月29日发起大规模反攻，并在上午中旬夺回了黑沟台。
由于战斗以僵局告终，双方均未取得胜利。

## 備註
1. 1 2  Dowling 2014，第761頁.
2. ↑  Clodfelter 2017，第359頁.
3. ↑  Russian Main Military Medical Directorate (Glavnoe Voenno-Sanitarnoe Upravlenie) statistical report. 1914.
4. ↑  Kowner,  Historical Dictionary of the Russo-Japanese War, pp. 342–343.
5. ↑  Jukes, page 65
6. ↑  Connaught, page 277